# Jernail Hayes
Jernail Hayes (ur. 8 lipca 1988) – amerykańska lekkoatletka specjalizująca się w biegu na 400 metrów przez płotki.
Wraz z Leslie Cole, Natashą Hastings i Sanyą Richards-Ross zdobyła w marcu 2012 halowe wicemistrzostwo świata w biegu rozstawnym 4 x 400 metrów (Hayes uzyskała na swojej zmianie przeciętny czas 53,52). Dwa lata później, na tej samej imprezie, Hayes biegła w eliminacjach złotej sztafety Stanów Zjednoczonych.
Rekord życiowy w biegu przez płotki: 55,60 (23 maja 2014, San Marcos).  Na 400 metrów w hali: 52,66 (13 marca 2010, Fayetteville).

## Osiągnięcia
| Rok  | Impreza                   | Miejsce | Konkurencja             | Lokata     | Wynik           |
| ---- | ------------------------- | ------- | ----------------------- | ---------- | --------------- |
| 2012 | Halowe mistrzostwa świata | Stambuł | sztafeta 4 × 400 m      | 2. miejsce | 3:28.79         |
| 2014 | Halowe mistrzostwa świata | Sopot   | sztafeta 4 × 400 metrów | 1. miejsce | 3:24,83 (elim.) |